# Uperoleia marmorata
Espèce
Statut de conservation UICN

 DD  : Données insuffisantes
Uperoleia marmorata est une espèce d'amphibiens de la famille des Myobatrachidae.

## Répartition

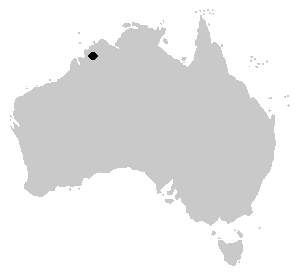
Répartition

Cette espèce est endémique d'Australie-Occidentale. Elle n'est connue que par l'holotype prélevé par John Edward Gray en 1841 dans la région de Kimberley,.

## Publication originale
- Gray, 1841 : Descriptions of some new species and four new genera of reptiles from Western Australia, discovered by John Gould, Esq. Annals and Magazine of Natural History, sér. 1, vol. 7, p. 86–91 (texte intégral).